# Fransis Marrasch

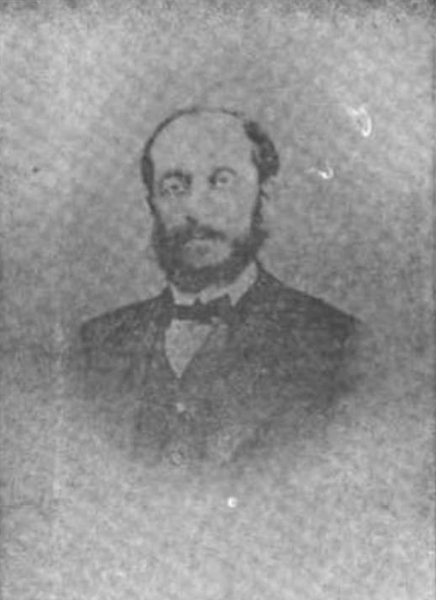
Fransis Marrasch.

Fransis bin Fathallah bin Nasrallah Marrasch (arabisch فرنسيس بن فتح الله بن نصر الله مرّاش, DMG Fransīs b. Fatḥ Allāh b. Naṣr Allāh Marrāš, genannt Fransis al-Marrasch oder Fransis Marrasch al-Halabi; geb. 1835 oder 1836 oder 1837 in Aleppo; gest. 1873 oder 1874 in Aleppo) war ein syrischer Schriftsteller und Dichter zur Zeit der Nahda-Bewegung.

## Leben
Fransis Marrasch wurde 1836 in Aleppo (Osmanisches Syrien) in eine alte und angesehene melkitischen Familie hinein geboren, die für ihre literarischen Interessen bekannt war. Sein Vater, Fathallah Marrasch, hatte eine riesige private Bibliothek geschaffen, die ihn bei Erziehung seiner drei Kinder Fransis, Abdallah und Marjana unterstützte. Alle drei Kinder wurden Schriftsteller.
Aleppo bildete ein wichtiges literarisches und philosophisches Zentrum des Osmanischen Reichs, mit vielen Denkern und Schriftstellern, die sich mit der Zukunft der Araber auseinandersetzten. Marraschs Kinder gingen auf französische Schulen und lernten dort Französisch, Englisch und Italienisch. Fransis eignete sich Kenntnisse der arabischen Sprache und Literatur als Autodidakt an. Vier Jahre lang erhielt er von einem englischen Arzt eine private Ausbildung in der Medizin und praktiziert anschließend für ein Jahr als Arzt.
Fransis widmete sich auch der Ausbildung seiner Schwester Marjana. Sein Vater Fathallah und sein Bruder Abdallah erreichten einigen literarischen Ruhm, während Marjana die Tradition der literarischen Salons wieder in den Nahen Osten brachte. Sie war die erste Frau, die Artikel in der arabischen Presse schrieb.
Aufgrund einer Erkrankung in seiner Kindheit hatte er sein Leben lang schlechtes Augenlicht und erblindete in fortgeschrittenem Alter vollständig, so dass er seine Texte diktieren musste.

## Werke

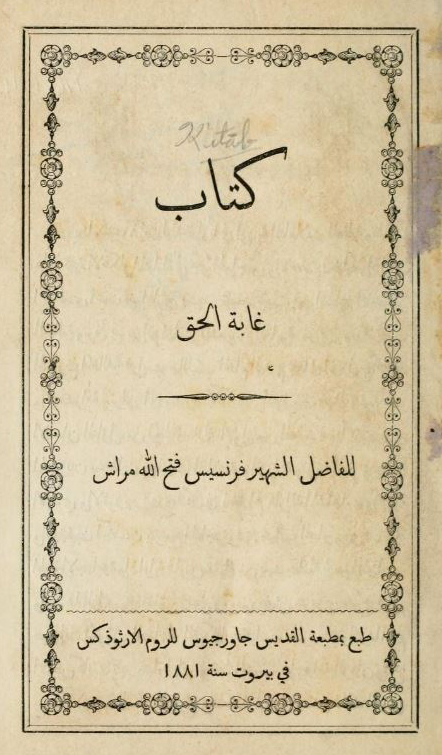
Titelseite eines Reprints von 1881 des Werks Ġābat al-ḥaqq.

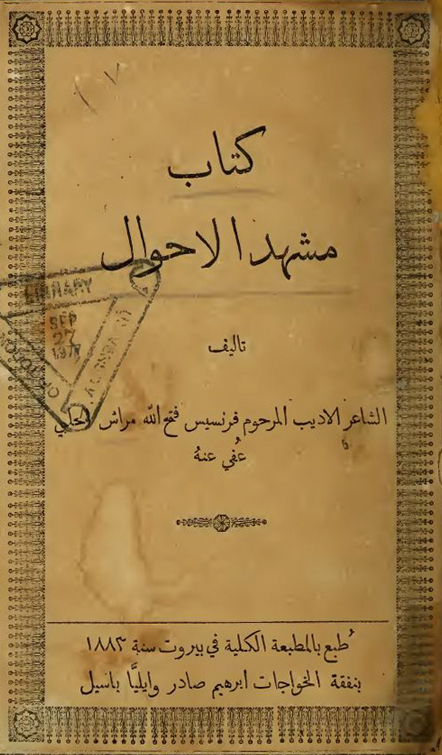
Titelseite eines Reprints von 1883 des Werks Mašhad al-aḥwāl.

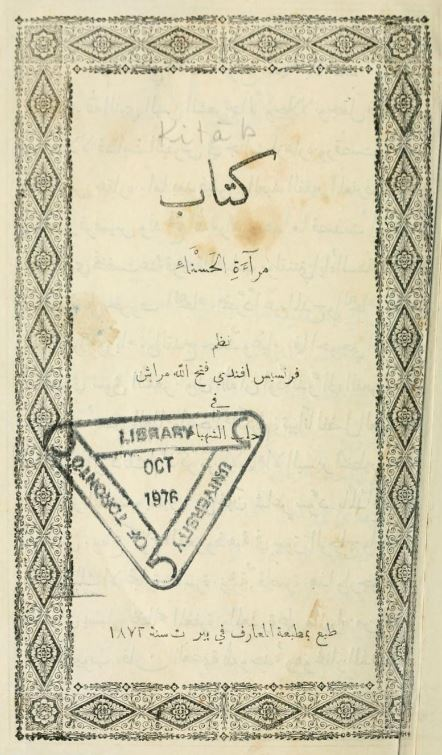
Titelseite eines Drucks von 1881 des Werks Mirʾāt al-ḥasnāʾ.

### Bücher
- Dalīl al-ḥurrīyah al-insānīyah, 1861.[8]
- Al-mirʾāt aṣ-ṣafīyah fī l-mābādiʾ aṭ-ṭabīʿīyah, 1861.[8]
- Taʿzīyat al-makrūb wa-rāḥat al-matʿūb, 1864.[8]
- Ġābat al-ḥaqq fī tafṣīl al-aḫlāq al-fāḍilah circa 1865.[9]
- Riḥlat Bārīs, 1867.[8]
- Kitāb dalīl aṭ-ṭabīʿah, circa 1867.[10]
- Al-kunūz al-fannīyah fī r-rumūz al-maymūnīyah, 1870 (Gedicht mit fast 500 Versen).[8]
- Mašhad al-aḥwāl, 1870.[11]
- Durr aṣ-ṣadaf fī ġarāʾib aṣ-ṣudaf, 1872.[12]
- Mirʾāt al-ḥasnāʾ, 1872.[8]
- Šahādat aṭ-ṭabīʿah fī wuǧūd Allāh wa-š-šarīʿah, 1892 (Posthum).[8]

### Artikel
- „Al-marʾah bayna al-ḫušūnah wa-t-tamaddun“, Al-ǧinān, 1872.
- „Fī taʿlīm al-marʾah“, Al-ǧinān, 1872.